# Oranje Vrijbuiters

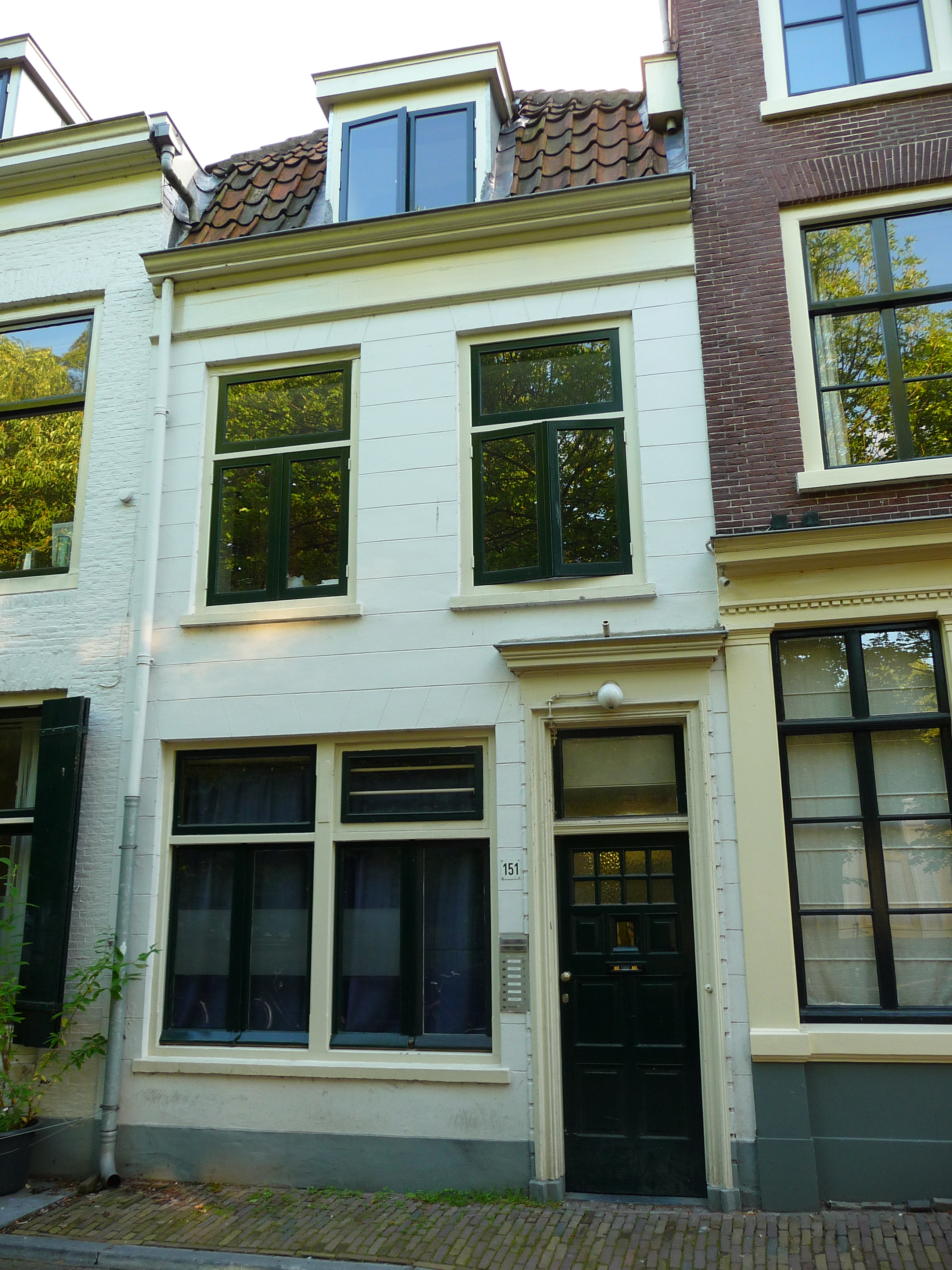
Nieuwegracht 151 te Utrecht vormde het hoofdkwartier van de Oranje Vrijbuiters.

De Oranje Vrijbuiters was een Nederlandse verzetsgroep in de Tweede Wereldoorlog.

## Geschiedenis
De verzetsgroep werd in 1942 opgericht door Klaas Postma en Frits Meulenkamp. Al sinds het begin van de oorlog deden zij gezamenlijk illegaal werk. De verzetsgroep had het hoofdkwartier aan de Nieuwegracht in Utrecht, dat door Meulenkamp werd gehuurd. De groep hield zich onder leiding van Postma bezig met het mensen onderbrengen op onderduikadressen op de Veluwe en elders (o.a. Woerden en Utrecht) in het land. Meulenkamp had de leiding over de overige verzetsactiviteiten.
In 1943 werd een knokploeg opgericht, onder leiding van Hans van Koetsveld en Tom Spoelstra. Deze zorgde onder meer voor bonkaarten en blanco persoonsbewijzen. 
Meulenkamp werd in 1943 opgepakt maar wist te ontsnappen, waarna hij weer bij de Vrijbuiters terugkwam.

### Inval
Op 24 augustus 1943 vond een inval plaats op Nieuwegracht 151, waarbij Bertus Meulenkamp, Joop de Heus, Heinz Loewenstein en Leo Fischer werden gevangengenomen. Klaas Postma en Jacques Martens werden een dag later gearresteerd. Andere leden werden in de weken erna opgepakt. Allen werden naar het Oranjehotel gebracht, op 28 februari 1944 ter dood veroordeeld en op 29 februari 1944 naar de Waalsdorpervlakte gebracht om gefusilleerd te worden. De veroordeling van de door de nazi's "saboteurs" genoemde mensen werd gepubliceerd in onder andere het Rotterdamsch Nieuwsblad.  Twee van hen kregen gratie, Jan van der Voort en Bertus Heij, de laatste omdat hij dezelfde verjaardag had als Hitler.
Joop de Heus werd wel opgepakt maar niet veroordeeld. Hij verkoos voor de Sicherheitspolizei te gaan werken en pleegde verraad. Hij kreeg na de oorlog een celstraf van 18 jaar, waarvan hij ongeveer de helft uitzat. Hij woonde daarna in Assen.
De stoffelijke overschotten van de 18 gefusilleerde Vrijbuiters werden in een kuil gegooid. Frits Meulenkamp en Kees van Koert zijn nooit gearresteerd en zij overleefden de oorlog.

### Woerden

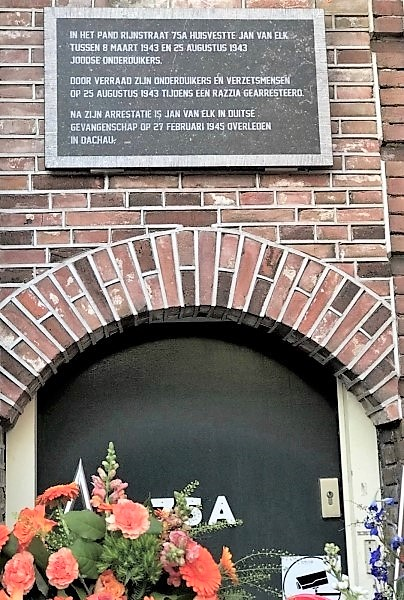
Plaquette aan het pand Rijnstraat 75A te Woerden. Onthuld door de ambassadeur van Israël in Nederland, Z.E. dhr. Aviv Shir-On, en de burgemeester van de gemeente Woerden, dhr. Victor Molkenboer, op 3 mei 2018. De plaquette herinnert aan het verzetswerk van Jan van Elk, lid van de Oranje Vrijbuiters te Woerden.

In Woerden vond op 25 augustus 1943 een grote razzia plaats in het onderduikpand van Jan van Elk, lid van de Oranje Vrijbuiters. Meer dan 25 joodse onderduikers en verzetsmensen, onder wie Gerrit Bekkers die de leiding in het pand had, werden opgepakt. Een plaquette aan de gevel van het pand in de Rijnstraat herinnert aan deze grote razzia: 
'IN HET PAND RIJNSTRAAT 75A HUISVESTTE JAN VAN ELK TUSSEN 8 MAART 1943 EN 25 AUGUSTUS 1943 JOODSE ONDERDUIKERS. DOOR VERRAAD ZIJN ONDERDUIKERS EN VERZETSMENSEN OP 25 AUGUSTUS 1943 TIJDENS EEN RAZZIA GEARRESTEERD. NA ZIJN GEVANGENSCHAP IS JAN VAN ELK IN DUITSE GEVANGENSCHAP OP 27 FEBRUARI 1945 OVERLEDEN IN DACHAU.'

## Graf en monument
De lichamen van de 18 mannen zijn in 1946 herbegraven op de begraafplaats Tolsteeg te Utrecht. In 1947 werden de graven voorzien van een grafmonument. 
Het monument bestaat uit negen naast elkaar liggende grafstenen, op iedere steen staan twee namen. De grafstenen worden beschermd door een gemetselde muur met een herdenkingssteen, waarop een strofe uit het gedicht De Ploeger van Adriaan Roland Holst is aangebracht.

Ik zal de halmen
niet meer zien.
Noch binden ooit
de volle schoven
Maar doe mij in
den oogst geloven

Waarvoor ik dien
De achttien gefusilleerde leden van de Oranje Vrijbuiters zijn:
- Roel Abma
- Andries van Beek
- Leo Fischer
- Ton Hegge
- Kees Heij
- Leo Heij
- Johannes Holswilder
- Karel Keizer
- Christiaan Kerkhof
- Hans van Koetsveld
- Heinz Loewenstein
- Jacques Martens
- Bertus Meulenkamp
- Bob van Oorschot
- Klaas Postma
- Herman Frans van Roon
- Thomas Franciscus Hendrikus Spoelstra
- Pieter Verhage

Het grafmonument werd in 2007 gerestaureerd. Er is toen een plaquette toegevoegd, met daarop de tekst: 

SAMEN GESTREDEN
SAMEN GEFUSILLEERD
1 MAART 1946 SAMEN TER AARDE BESTELD
10 MEI 1947 RESPECTVOL GEËERD
DE OOGST WAARIN ZIJ GELOOFDEN
WERD ONS HOOGSTE GOED
10 MEI 2007.

## Andere leden van de Oranje Vrijbuiters[4]
Andere leden van de verzetsgroep waren onder anderen:
- Kors Aelbers
- Niek van Donkelaar
- Jan van Elk (1906-1945), omgekomen in Dachau
- Bertus Heij (1915-1991)
- Joop de Heus (1918-1993)
- 'Zwarte Kees' van Koert (1906-1985)
- Frits Meulenkamp (1910-1983)
- Truus Solleveld (1924-2001)
- Leo van Stekelenburg
- Herman van Toor[6]
- Jan van der Voort
- G. van Weelden

## Eerbetoon
De Oranje Vrijbuiterskade in Transwijk-Noord in Utrecht is naar de verzetsgroep genoemd.